# باران سخت (فیلم)
باران سخت (انگلیسی: Hard Rain) یک فیلم در ژانر سرقت، اکشن، مهیج، و ژانر فاجعه است که در سال ۱۹۹۸ منتشر شد.
این فیلم یک همکاری بین‌المللی بین ایالات متحده، انگلستان، دانمارک، آلمان و ژاپن است.

## بازیگران
- مورگان فریمن
- کریستین اسلیتر
- رندی کواید
- مینی درایور
- اد اسنر
- مارک روستون
- وین دووال
- ریچارد دیسارت
- بتی وایت
- دن فلارک
- مایکل ای. گورجیان
- ری بیکر

## گیشه
باران سخت در مارتین لوتر کینگ در آخر هفته طولانی در سال ۱۹۹۸ افتتاح شد و با ۷٫۱ میلیون دلار از جمعه تا یکشنبه و ۸ میلیون دلار از جمله در تعطیلات دوشنبه در پایان این فیلم با بودجه ۷۰ میلیون دلاری، ۱۹٫۹ میلیون دلار در آمریکا به دست آورد.